# 西九條車站
西九條車站（日语：／ Nishi-kujō eki */?）是一由西日本旅客鐵道（JR西日本）與阪神電氣鐵道（阪神電車）所共用的鐵路車站，位於日本大阪府大阪市此花區西九條。西九條車站是JR西日本所屬的大阪環狀線、櫻島線與阪神電氣鐵道所屬的阪神難波線（原本的西大阪線）之交會車站，當2001年日本環球影城（Universal Studio Japan，USJ）開園時，西九條成為遊客要前往該主題樂園時最主要的轉車站，櫻島線也配合這點而追加了「JR夢咲線」（JRゆめ咲線）的官方暱稱。西九條車站是JR西日本所屬的大阪環狀線沿線的車站，也是JR西日本旗下大阪近郊鐵路路線群都市網路（アーバンネットワーク，Urban Network）所屬的車站，根據JR的特定都區市內制度，被劃分為「大阪市內」的車站之一。
由於大阪車站站區的路線已趨飽和，包括遙（關西國際機場特快車）、海洋之箭（オーシャンアロー，往返和歌山地區的特快車）在內，一些原本來自大阪西南方向並停靠大阪車站的長途列車，都會自本站開始改行梅田貨物線（東海道本線的貨物支線）並不再在大阪車站停靠，而使西九條成為進入大阪前最後一個可以轉乘大阪環狀線的車站。

## 構造

### JR西日本
島式月台2面4線的高架車站。

#### 月台配置
| 月台 | 路線                | 目的地             | 備註               |
| ---- | ------------------- | ------------------ | ------------------ |
| 1    | 大阪環狀線 （外環） | 大阪、京橋方向     | 一部分於2號月台    |
| 2    | JR夢咲線            | 環球城、櫻島方向   | 環球城、櫻島方向   |
| 2    | JR京都線            | 新大阪、京都方向   | 新大阪、京都方向   |
| 3    | JR夢咲線            | 環球城、櫻島方向   | 一部分於4號月台    |
| 3    | 紀國線              | 白濱、新宮方向     | 白濱、新宮方向     |
| 4    | 大阪環狀線 （內環） | 新今宮、天王寺方向 | 新今宮、天王寺方向 |
| 4    | 關西機場線          | 鳳、關西機場方向   | 鳳、關西機場方向   |
| 4    | 阪和線              | 鳳、和歌山方向     | 鳳、和歌山方向     |
| 4    | 大和路線            | 王寺、奈良方向     | 王寺、奈良方向     |

#### 配線圖
| | ↑ 大阪環狀線 新今宮、天王寺 方向                 |                    |
| ← ■大阪環狀線 大阪、京橋 方向 ■梅田貨物線 新大阪、京都 方向 ← | 西日本旅客鐵道（JR西日本） 西九條站 鐵道配線略圖 | → 櫻島線 櫻島 方向 |
| 图例 参考文献：* 以下を参考に作成。 ** 湯川徹二、「図－2 西九条駅構内進路」、「大阪環状線 探検」、『鉄道ピクトリアル』、 電気車研究会、第59巻6号（通巻第819号）、2009年6月、43頁。 ※ 桜島線△は非常時の双単線運用での入線可能方向。 |                                                  |                    |

### 阪神電氣鐵道
對向式月台2面2線的高架車站。

#### 月台配置
| 月台 | 路線       | 方向 | 目的地                             |
| ---- | ---------- | ---- | ---------------------------------- |
| 1    | 阪神難波線 | 上行 | 巨蛋前、難波、奈良方向             |
| 2    | 阪神難波線 | 下行 | 尼崎、神戶（三宮）、明石、姬路方向 |

## 利用狀況
- JR西日本 - 2018年度1日平均上車人次為31,300人，該公司車站當中排行第25位[JR 1]。
- 阪神電氣鐵道 - 2018年次1日平均上車人次為18,173人，上下車人次為36,738人，阪神難波線內僅次於尼崎站排行第2多。

各年度1日平均上車、上下車人次數如下表。
| 年度 (JR) 年次（阪神） | JR西日本 | 阪神電氣鐵道 | 阪神電氣鐵道 | 來源     |
| 年度 (JR) 年次（阪神） | 上車人次 | 上下車人次   | 上車人次     | 來源     |
| ---------------------- | -------- | ------------ | ------------ | -------- |
| 1997年（平成09年）     | 27,178   | 21,133       | 10,432       | [ * 1 ]  |
| 1998年（平成10年）     | 26,208   | 20,543       | 10,140       | [ * 2 ]  |
| 1999年（平成11年）     | 25,099   | 19,786       | 9,763        | [ * 3 ]  |
| 2000年（平成12年）     | 24,873   | 19,271       | 9,421        | [ * 4 ]  |
| 2001年（平成13年）     | 24,838   | 19,460       | 9,659        | [ * 5 ]  |
| 2002年（平成14年）     | 23,669   | 19,380       | 9,612        | [ * 6 ]  |
| 2003年（平成15年）     | 23,603   | 18,919       | 9,352        | [ * 7 ]  |
| 2004年（平成16年）     | 23,279   | 19,380       | 9,499        | [ * 8 ]  |
| 2005年（平成17年）     | 23,151   | 19,280       | 9,611        | [ * 9 ]  |
| 2006年（平成18年）     | 23,723   | 19,552       | 9,644        | [ * 10 ] |
| 2007年（平成19年）     | 23,985   | 20,104       | 9,941        | [ * 11 ] |
| 2008年（平成20年）     | 24,556   | 20,634       | 10,118       | [ * 12 ] |
| 2009年（平成21年）     | 22,892   | 21,361       | 10,555       | [ * 13 ] |
| 2010年（平成22年）     | 22,920   | 22,715       | 11,352       | [ * 14 ] |
| 2011年（平成23年）     | 23,491   | 22,874       | 11,429       | [ * 15 ] |
| 2012年（平成24年）     | 24,329   | 24,502       | 12,033       | [ * 16 ] |
| 2013年（平成25年）     | 25,486   | 26,291       | 13,058       | [ * 17 ] |
| 2014年（平成26年）     | 26,355   | 29,079       | 14,304       | [ * 18 ] |
| 2015年（平成27年）     | 28,217   | 31,528       | 15,551       | [ * 19 ] |
| 2016年（平成28年）     | 29,535   | 32,053       | 15,921       | [ * 20 ] |
| 2017年（平成29年）     | 31,037   | 33,214       | 16,513       | [ * 21 ] |
| 2018年（平成30年）     | 31,300   | 36,738       | 18,173       | [ * 22 ] |

## 相鄰車站
西日本旅客鐵道
- 特急「黑潮」一部分停車站

 大阪環狀線
■大和路快速、■關空快速、■紀州路快速、■快速
福島（JR-O12）－西九條（JR-O14）－弁天町（JR-O15）
■區間快速、■直通快速、■普通
野田（JR-O13）－西九條（JR-O14）－弁天町（JR-O15）
 JR夢咲線（櫻島線）
■普通（包括穿梭列車）
野田（JR-O13）（大阪環狀線）－西九條（JR-O14/JR-P14）－安治川口（JR-P15）
梅田貨物線（途經東海道本線貨物支線、大阪環狀線，旅客列車只限特急）
新大阪（JR-A46）－（梅田信號場）－（福島<通過>）－西九條（JR-O14）（－天王寺方向）
- 新大阪－福島途經東海道本線貨物支線，福島－此站途經大阪環狀線的貨物專用線。

阪神電氣鐵道
阪神難波線
■快速急行
尼崎（HS 09）－西九條（HS 45）－九條（HS 44）
■準急、■區間準急、■■普通
千鳥橋（HS 46）－西九條（HS 45）－九條（HS 44）

### 統計資料
從數據看見JR西日本
1. ↑  データで見るJR西日本2019PDF

大阪府統計年鑑
1. ↑  大阪府統計年鑑（平成10年）PDF
2. ↑  大阪府統計年鑑（平成11年）PDF
3. ↑  大阪府統計年鑑（平成12年）PDF
4. ↑  大阪府統計年鑑（平成13年）PDF
5. ↑  大阪府統計年鑑（平成14年）PDF
6. ↑  大阪府統計年鑑（平成15年）PDF
7. ↑  大阪府統計年鑑（平成16年）PDF
8. ↑  大阪府統計年鑑（平成17年）PDF
9. ↑  大阪府統計年鑑（平成18年）PDF
10. ↑  大阪府統計年鑑（平成19年）PDF
11. ↑  大阪府統計年鑑（平成20年）PDF
12. ↑  大阪府統計年鑑（平成21年）PDF
13. ↑  大阪府統計年鑑（平成22年）PDF
14. ↑  大阪府統計年鑑（平成23年）PDF
15. ↑  大阪府統計年鑑（平成24年）PDF
16. ↑  大阪府統計年鑑（平成25年）PDF
17. ↑  大阪府統計年鑑（平成26年）PDF
18. ↑  大阪府統計年鑑（平成27年）PDF
19. ↑  大阪府統計年鑑（平成28年）PDF
20. ↑  大阪府統計年鑑（平成29年）PDF
21. ↑  大阪府統計年鑑（平成30年）PDF
22. ↑  大阪府統計年鑑（令和元年）PDF

## 外部連結
- 西九條｜車站資訊：JR出門網 - 西日本旅客鐵道（日語）
- 西九條（路線圖、車站資訊） - 阪神電氣鐵道（日語）

34°40′57.7″N 135°28′0″E / 34.682694°N 135.46667°E